# 千原礼子
千原 礼子（ちはら れいこ）は、元福島放送アナウンサー。神奈川県横浜市出身。血液型はA型。

## 略歴
法政大学卒業後の2008年、NHK甲府放送局に契約キャスターとして入局し、山梨県域向け番組のリポーターなどを2年間担当する。
2010年4月、福島放送に契約アナウンサーとして入社。平日夕方の『ふくしまスーパーJチャンネル』にてリポーターを務めるほか、2013年4月からは土曜日の情報番組『ドミソラ』の司会に加わった。
2013年1月の『パネルクイズ アタック25新春女性アナウンサー大会』には福島放送チームとして安藤桂子と出場した。
2014年春、結婚。
2015年4月、福島放送を退社と同時に妊娠をブログで公表。
2017年8月21日、福島放送『ヨジデス』にレポーターとして出演。

## 人物
- 東京アナウンスセミナー8期生である[4]。
- 趣味はカフェ巡り、映画館に行くこと、料理[5]。
- ロケ先や中継先でよく雨になることから、局内では「雨女」と認識されている。本人のブログのタイトルもこの件に関連して付けられている[6]。

## 担当番組

### 福島放送
- ふくしまスーパーJチャンネル（2010年 - 2015年）リポーター
- 女子アナおしゃべり小部屋 べしゃるーむ
- ドミソラ（2013年4月6日 - 2015年3月28日）MC

### NHK甲府放送局
- Newsまるごと山梨
- もうすぐ山梨のおひる